# 0982
0982 è il prefisso telefonico del distretto di Paola, appartenente al compartimento di Catanzaro.
Il distretto comprende la parte sud-occidentale della provincia di Cosenza. Confina con i distretti di Scalea (0985) a nord, di Castrovillari (0981) e di Cosenza (0984) a est e di Lamezia Terme (0968) a sud.

## Aree locali e comuni
Il distretto di Paola comprende 18 comuni inclusi nell'unica area locale di Paola (ex settori di Amantea, Cetraro e Paola). I comuni compresi nel distretto sono: Acquappesa, Aiello Calabro, Amantea, Belmonte Calabro, Bonifati, Cetraro, Cleto, Falconara Albanese, Fiumefreddo Bruzio, Fuscaldo, Guardia Piemontese, Lago, Longobardi, Paola, San Lucido, San Pietro in Amantea, Sangineto e Serra d'Aiello .